# 学苑街道 (自贡市)
学苑街道，是中华人民共和国四川省自贡市自流井区下辖的一个乡镇级行政单位。

## 行政区划
学苑街道下辖以下地区：
白果社区、谢家坝社区、邓家坝社区、宏发社区、蓝鹰社区、英祥社区、南苑社区和新汇社区。